# هويدا عراف
هويدا عراف (بالإنجليزية: Huwaida Arraf) ولدت في ديترويت، بولاية ميشيغان، الناشطة بمجال حقوق الإنسان الفلسطينية الأمريكية، المحامية وأحد مؤسسي حركة التضامن العالمية، والقيادية الفلسطينية بالمنظمة المعنية بمساعدة الجانب الفلسطيني في النزاع الفلسطيني الإسرائيلي وذلك بتبني سياسية اللاعنف في احتجاجاتها. وتتمركز بؤرة ممارسات قانونها في رام الله.

## الأسرة والتعليم
ولدت لأبوين فلسطينيين، فكان مسقط رأس أمها الضفة الغربية بمدينة بيت ساحور، أما أبيها فينتمي إلي القرية الفلسطينية معليا بمنطقة الجليل التي استحوذ عليها الكيان الإسرائيلي في عام 1948، والتي جزءًا صبحت من الدولة. بموجب القانون الإسرائيلي، حصلت علي الهوية الإسرائيلية وذلك لكون أبيها مواطنًا فلسطينيًا ينتمي إلي عرب 48 (فلسطينيو الداخل). انتقل والداها من الضفة الغربية إلي ديترويت بولاية ميشيغان، حيث محل ميلاد عراف للابتعاد عن العنف القائم علي الضفة الغربية والعنصرية ذات الطابع المؤسسي ضد الفلسطينيين الذين يعيشون في إسرائيل. استطاعت عراف ووالداها زيارة الأراضي الإسرائيلية كل بضعة أعوام حتى بلغت عشرة سنوات. تخصصت عراف في الدراسات العربية واليهودية والعلوم السياسية في جامعة ميشيغان، بمدينة آن آربر. أمضت سنة في الجامعة العبرية في القدس ودرست اللغة العبرية في كيبوتس. حصلت بعد ذلك علي الدكتوراه في القانون بكلية جامعة واشنطن الأمريكية للقانون.وانصب تفكيرها علي معرفة حقوق الإنسان الدولية والقانون الدولي، مع رؤية خاصة للدعاوي القضائية الخاصة بجرائم الحرب.
وانطلاقًا من كون عراف طالبة قانونية تضطلع بإرساء دعائم البحث في مجال القانون العام الدولي والجمع السياسي، فتوفر المساعدة القانونية ذات الطابع النفعي لجميع الأطراف ومنها الحكومات المتورطة في النزاع. عملت عراف في العيادة القانونية المتخصصة في حقوق الإنسان العالمية بجامعة واشنطن للقانون حيث مثلت العملاء في قضايا تتعلق بحقوق أراضي الشعوب الأصلية وعمليات الخطف عبر الحدود والترحيل الاستثنائي غير النظامي أمام اللجنة الأمريكية المشتركة التي تضطلع بمهام حقوق الإنسان.

## الأنشطة المهنية
وفي ربيع عام 2000، سافرت عراف إلي القدس لتكون بمثابة منسق البرنامج المنوط بنشر بذور السلام؛ وهي منظمة أمريكية غير ربحية تسعى إلى تعزيز الحوار بين الشباب اليهودي والفلسطيني. وفي عام 2001، لقبت بالمنسقة الإقليمية في مركز التعايش والتوافق المشترك في القدس. تزوجت عراف من أحد مؤسسي حركة التضامن العالمية في عام 2002 «آدم شابيرو»، والتقيا حينما كانا يعملان في مركز القدس المنوط بنشر بذور السلام. وفي عام 2003 مُنحت عراف وزوجها معًا الزمالة من مؤسسة الصدي الأخضر بنيويورك واللذان تم رفضهما في وقت لاحق.

## مشاركتها في حركة التضامن العالمية
شاركت عراف في تأسيس حركة التضامن العالمية عام 2001، وذلك أثناء إقامتها علي الأراضي الفلسطينية المحتلة. وقامت بتأسيس حركة التضامن العالمية بالاشتراك مع أعضاء من اثنين من المنظمات الفلسطينية ذات أساس دولي من العلاقات والأواصر، ويتمثلان في منظمة هولي لاند ترست ومركز التقارب. وعلي الجانب المهني لحركة التضامن العالمية، فقد شاركت عراف في تدريب الآلاف من المتطوعين من مختلف أنحاء العالم في سياسية اللاعنف ومراقبة وإعداد التقارير الخاصة بمجال حقوق الإنسان.
وضعت حركة التضامن العالمية منهجية اللاعنف المتبوعة بالعمل المباشر الدعامة الأساسية لنشاطها. وقد وضع أعضاء هذه الحركة أنفسهم بمجالات ومواقف مثيرة للجدل وهم على علم بهذا. أقر كلًا من عراف وزوجها بأهمية الحق القانوني المشروع لدى الفلسطينيين للمقاومة باستخدام السلاح بموجب اتفاقية جنيف؛ فهو شعب محتل بسياسية القوة والعنف في الوقت الذي يناصر فيه منهجية اللاعنف ذات الطابع المباشر كأفضل استراتيجية للتغلب على الظلم والاحتلال الإسرائيلي. فيدعو من أجل هذا لعدم اللجوء إلي العنف، فهناك حركة حماس التي ترسل العديد من الرجال التي تتوق أرواحهم للجهاد، ليقوموا بالوقوف في حواجز الطرق بصورة تنأى عن مظاهر العنف باعتبار أنفسهم شهداء، قائلين بأن هذا لا يقل نبلاً عن من قاموا بعملية التفجير الانتحاري الذي من شأنه زهق أرواح الناس وأنه بهذا الفعل يدرجون تحت مسمى شهداء الله. أقرت عراف بالإتصال الوثيق الذي يجمع حركة التضامن العالمية بحركة حماس والجهاد الإسلامي والجبهة الشعبية لتحرير فلسطين ومنظمات الأمم المتحدة المعنية بشئون الإرهاب. وأوضحت لاحقًا أمر هذه الروابط وأهميتها، ولكنها أصرت مع توضيح هذه الروابط بأنها تقدم أمثلة واقعية عن الطرق التي تقوم بها هذه الجماعات في الانخراط في المقاومة اللاعنفية. وخلال الإنتفاضة الثانية، نظمت عراف ما وصفته مظاهرة ضد المستوطنين اليهود في الضفة الغربية.

## أسطول الحرية لقطاع غزة
اضطلعت عراف برئاسة حركة غزة الحرة، ومنظمة ما وراء الأساطيل التابعة لحرية قطاع غزة؛ وهي سلسلة من السفن التي تقوم بحمل نشطاء مؤيدين للفلسطينيين والتي تم تنظيمها خصيصًا لكسر الحصار البحري الإسرائيلي على قطاع غزة. كانت على متن قوارب 2008 التابعة لغزة الحرة فضلًا عن أسطول 2010 الذي هوجم من قبل قوات خاصة إسرائيلية في مايو 31، وباستخدام هاتف يعمل بالأقمار الصناعية على متن هذه القوارب، صرحت عراف بأن خطتهم هي إبحار هذه القوارب صوب غزة " فيكون إما تعطيل زوارقنا أو القفز على متن القوارب. وفي وقت الغارة، كانت عراف على متن تشالنجر 1  وهي واحدة من أصغر السفن (30 قدمًا) من الأساطيل. وفي الديمقراطية الآن!> استقالت عراف من منصبها في أكتوبر 2012 بعد سلسلة من التغريدات المعادية للسامية التي نشرت على صفحات تويتر الرسمية لحركة غزة الحرة.